# Džomei
Džomei (593 – 17. listopad 641) byl v pořadí 34. japonským císařem. Vládl od roku 629 do roku 641. Císařovo rodné jméno bylo Tamura.

## Život
Džomei byl vnukem císaře Bidacua. Džomeiovým otcem byl princ Oshisakahikohitonooe, jeho matkou byla princezna Nukatehime. Na Chryzantémovém trůnu vystřídal svoji tetu, císařovnu Suiko. Začal vládnout 2. února 629, panoval až do své smrti. Suiko si před svou smrtí k sobě nechala zavolat právě Džomeie a ještě prince Yamasironooa. Každému z nich dala určité rady. Po její smrti se dvůr rozdělil vlastně na dvě strany, jedna podporovala Džomeie, druhá naopak Yamasironooa. Budoucí císař měl ale jednu výhodu, podporoval ho mocný klan Soga. Později příslušníci Sogy napadli Yamasironooa, který tím byl donucen se svojí rodinou spáchat sebevraždu.
Po císařově smrti se vlády ujala Kógjoku, později ji vystřídal Kótoku, po jeho vládě se vládkyní stala Saimei. Teprve po její vládě se císaři stali Džomeiovi synové Tendži a Temmu.
| Japonští císaři   | Japonští císaři | Japonští císaři   |
| ----------------- | --------------- | ----------------- |
| Předchůdce: Suiko | 629–641 Džomei  | Nástupce: Kógjoku |